# Уитерс, Грант
Грант Уи́терс (англ. Grant Withers; 17 января 1905, Пуэбло, Колорадо — 27 марта 1959, Северный Голливуд, Калифорния) — американский актёр кино и телевидения.

## Биография
Грэнвилл Г. Уитерс родился 17 января 1905 года (во многих источниках — 1904 года) в городе Пуэбло, штат Колорадо. В молодости работал продавцом в нефтяной компании, газетным репортёром. Кинокарьеру начал в 1925 году, на самом излёте эры немого кино.
В 1939—1940 и 1945 годах выступил как продюсер (ассоциативный продюсер) в шести малобюджетных и ныне малоизвестных фильмах, например, «Ирландская удача», «Мятеж в большом доме», «Преследуя проблемы», «Сын флота», «Маленькие дьяволы Китая». С начала 1940-х годов стал всё чаще появляться на экранах как так называемый «характерный актёр», играя роли «крутых парней» в вестернах. C февраля 1944 года по апрель 1954 года был связан контрактом с киностудией Republic Pictures.
Был дружен с известным режиссёром Джоном Фордом и знаменитым актёром Джоном Уэйном, что позволяло ему получать главные роли во многих фильмах, однако позднее он постепенно переместился на второстепенные роли (особенно охотно его брали на роли злодеев в «B-фильмы»), а с 1956 года Уитерс появлялся практически только в телесериалах в эпизодических ролях, в единичных эпизодах.

### Личная жизнь и смерть
В 1930 году 25-летний Уитерс сбежал в город Юма (штат Аризона) с 17-летней актрисой Лореттой Янг, где пара обвенчалась. Через год брак был аннулирован. Иронией судьбы можно посчитать, что именно в 1931 году на экраны вышел фильм «Слишком молода для замужества», главные роли в котором исполнили Уитерс и Янг.

С 1953 по 1955 год Уитерс был женат на актрисе Эстелите Родригес, которая была на 23 года младше его — это стал пятый и последний брак актёра.
Грант Уитерс покончил с собой 27 марта 1959 года, приняв большую дозу барбитуратов. Причиной такого шага стало ухудшение здоровья 54-летнего актёра и спад кинематографической карьеры. Он оставил предсмертную записку: «Пожалуйста, простите меня, моя семья. Я был так несчастлив. Этот выход лучше».

## Избранная фильмография
За свою кинокарьеру длиной 34 года Грант Уитерс появился примерно в 200 фильмах и сериалах.

### Широкий экран
- 1926 — Нежный циклон[англ.] / The Gentle Cyclone — Уилкс-младший
- 1927 — Против течения[англ.] / Upstream — Хуан Родригес (Джек Ла Велл)
- 1927 — Колледж / College — друг Джеффа (в титрах не указан)
- 1928 — Прерванный роман Тилли[англ.] / Tillie’s Punctured Romance — герой
- 1928 — Подрастающий отец[англ.] / Bringing Up Father — Деннис
- 1929 — Грейхаунд Лимитед[англ.] / The Greyhound Limited — Билл
- 1929 — Божественная леди / The Divine Lady — офицер корабля Нельсона (в титрах не указан)
- 1929 — Мадонна с авеню A[англ.] / Madonna of Avenue A — Слим Шейн
- 1929 — Время, место и девушка[англ.] / The Time, the Place and the Girl — Джим Крейн
- 1929 — Сердца в изгнании[англ.] / Hearts in Exile — Пол Павлофф
- 1929 — Современные пары[англ.] / So Long Letty — Гарри Миллер
- 1929 — Представление представлений / The Show of Shows — исполнитель в сегменте «Велосипед для двоих»
- 1929 — Тигровая роза / Tiger Rose — Брюс
- 1930 — Другое завтра[англ.] / The Other Tomorrow — Джон Картер
- 1930 — Мамочка[англ.] / Mammy — репортёр в трейлере (в титрах не указан)
- 1930 — Тайна второго этажа[англ.] / The Second Floor Mystery — Джеффри Уэст
- 1930 — Солдаты и женщины[англ.] / Soldiers and Women — капитан Клив Брэнч
- 1930 — Расплата[англ.] / Back Pay — Джеральд
- 1930 — Танцующие малышки[англ.] / Dancing Sweeties — Билл Кливер
- 1930 — Алые страницы[англ.] / Scarlet Pages — Боб Лоренс
- 1930 — Выходной грешников[англ.] / Sinners' Holiday — ангел
- 1931 — Женщины других мужчин[англ.] / Other Men’s Women — Билл
- 1931 — Слишком молода для замужества[англ.] / Too Young to Marry — Билл Кларк
- 1934 — Красный наездник[англ.] / The Red Rider — Тихоня Слейд
- 1934 — Томми Штопор[англ.] / Tailspin Tommy — Милт Хоуи
- 1935 — Поездка в город[англ.] / Goin' to Town — Молодой Жеребец
- 1935 — Сражающиеся морпехи[англ.] / The Fighting Marines — капрал Ларри Лоренс
- 1937 — Джим из джунглей[англ.] / Jungle Jim — Джим Брэдли (Джим из джунглей[англ.])
- 1937 — Райский экспресс[англ.] / Paradise Express — Лоренс Дойл
- 1937 — Радио-патруль[англ.] / Radio Patrol — офицер Пэт О’Хара
- 1938 — Тайна Острова сокровищ[англ.] / The Secret of Treasure Island — Родерик Гридли
- 1938 — Детектив мистер Вонг[англ.] / Mr. Wong, Detective — капитан полиции Сэм Стрит
- 1939 — Тайна мистера Вонга / The Mystery of Mr. Wong — капитан полиции Сэм Стрит
- 1939 — Исправительная колония для мальчиков[англ.] / Boys' Reformatory — доктор Оуэнс, врач Промышленной школы штата
- 1939 — Мистер Вонг в Китайском квартале[англ.] / Mr. Wong in Chinatown — капитан полиции Билл Стрит
- 1940 — Смертельный час[англ.] / The Fatal Hour — капитан полиции Билл Стрит
- 1940 — Обречённый умирать[англ.] / Doomed to Die — капитан полиции Билл Стрит
- 1940 — Мужчины против неба[англ.] / Men Against the Sky — мистер Грант
- 1940 — Мексиканская злючка на Западе[англ.] / Mexican Spitfire Out West — Уитерс
- 1940 — Призрак Китайского квартала[англ.] / Phantom of Chinatown — капитан полиции Билл Стрит
- 1941 — Билли Кид[англ.] / Billy the Kid — Эд Шанахан
- 1941 — Парашютный батальон[англ.] / Parachute Battalion — капитан
- 1941 — Отец женится[англ.] / Father Takes a Wife — судья Уотерс (в титрах не указан)
- 1941 — Гарри Пулэм, эсквайр[англ.] / H. M. Pulham, Esq. — Сэмми Ли, тренер футбольной команды Гарварда (в титрах не указан)
- 1942 — На судне[англ.] / Ship Ahoy — официант (в титрах не указан)
- 1942 — Тропа апачей[англ.] / Apache Trail — Лестрейд
- 1942 — Теннесси Джонсон[англ.] / Tennessee Johnson — Мордекай Миллиган, убитый кузнец
- 1943 — Нет времени для любви[англ.] / No Time for Love — Пит Ханаган (в титрах не указан)
- 1943 — Дикая пленница[англ.] / Captive Wild Woman — ветеринар (в титрах не указан)
- 1943 — Она решает рискнуть[англ.] / A Lady Takes a Chance — Боб Гастингс
- 1943 — Тральщик[англ.] / Minesweeper — офицер команды аквалангистов Грегг
- 1943 — В старой Оклахоме[англ.] / In Old Oklahoma — Ричардсон
- 1944 — На линии огня[англ.] / The Fighting Seabees — Уэнджер Спреклс
- 1944 — Жёлтая роза Техаса[англ.] / The Yellow Rose of Texas — агент Люкас
- 1945 — Юта[англ.] / Utah — Бен Боумен
- 1945 — Призрак вампира[англ.] / The Vampire’s Ghost — Отец Гилкрист
- 1945 — Опасные партнёры[англ.] / Dangerous Partners — Джонатан Драммен
- 1945 — Колокола Розариты[англ.] / Bells of Rosarita — Уильям Рипли
- 1945 — Дакота[англ.] / Dakota — Слэджин
- 1946 — В старом Сакраменто[англ.] / In Old Sacramento — капитан Марк Слейтер
- 1946 — Моя дорогая Клементина / My Darling Clementine — Айк Клэнтон
- 1947 — Стрелки́[англ.] / Gunfighters — Билл Йонт, помощник шерифа
- 1947 — Шантаж / Blackmail — Дональдсон, инспектор полиции
- 1947 — Магнат[англ.] / Tycoon — Фог Харрис
- 1948 — Форт Апачи / Fort Apache — Силас Микэм
- 1948 — Старый Лос-Анджелес[англ.] / Old Los Angeles — маршал Эд Лакнер
- 1948 — ? / англ. Daredevils of the Clouds — Мэтт Конрой
- 1948 — Ангел в изгнании[англ.] / Angel in Exile — шериф
- 1948 — Ночь в Неваде[англ.] / Night Time in Nevada — Рэн Фаррелл
- 1948 — Найти «Красную ведьму»[англ.] / Wake of the Red Witch — капитан Уайлд Янгер
- 1949 — Чикагский герцог[англ.] / Duke of Chicago — Тони Руссо
- 1949 — Адский огонь[англ.] / Hellfire — Мартин, шериф
- 1949 — Боец из Кентукки[англ.] / The Fighting Kentuckian — Джордж Хейден
- 1950 — Колокола Коронадо[англ.] / Bells of Coronado — Крейг Беннетт
- 1950 — Тропа Рок-Айленд[англ.] / Rock Island Trail — Дэвид Стронг
- 1950 — Орда дикарей[англ.] / The Savage Horde — Уэйд Проктор
- 1950 — Триполи[англ.] / Tripoli — сержант Дерек
- 1950 — Рио-Гранде / Rio Grande — помощник шерифа
- 1951 — Бель Ле Гран[англ.] / Belle Le Grand — Шэннон
- 1951 — Обоз из Юты[англ.] / Utah Wagon Train — Ред Бэнкрофт
- 1951 — Морской шершень[англ.] / The Sea Hornet — Рокки Лоуи
- 1952 — Энни из Оклахомы[англ.] / Oklahoma Annie — Булл Маккриди
- 1952 — Империя Худлам[англ.] / Hoodlum Empire — преподобный Саймон Эндрюс
- 1952 — Женщина северной страны[англ.] / Woman of the North Country — Генри С. Чепмен
- 1953 — Тропическая зона[англ.] / Tropic Zone — Берт Нельсон
- 1953 — Солнце светит ярко[англ.] / The Sun Shines Bright — Бак Рэмзи
- 1953 — Мятежный дух Кракатау / Fair Wind to Java — Джейсон Блю
- 1953 — Тропа Железной горы[англ.] / Iron Mountain Trail — Роджер Макколл
- 1953 — Чемпион на один день[англ.] / Champ for a Day — Скотти Камерон
- 1955 — В укрытии[англ.] / Run for Cover — Джентри
- 1955 — Леди Годива из Ковентри / Lady Godiva of Coventry — Пендар
- 1958 — Я бандит[англ.] / I Mobster — Пол Моран

### Телевидение
- 1956 — Театр кинорежиссёров[англ.] / Screen Directors Playhouse — Уильям Брэкетт-старший (в 1 эпизоде)
- 1956 — Перекрёсток[англ.] / Crossroads — Уитни Мартин, тренер (в 1 эпизоде)
- 1956 — Шайенны[англ.] / Cheyenne — Мэтт Эллис (в 1 эпизоде)
- 1956, 1957 — Мальчик-циркач[англ.] / Circus Boy — разные роли (в 2 эпизодах)
- 1957 — Дымок из ствола / Gunsmoke — Джед Ларнер (в 1 эпизоде)
- 1957 — Шериф Кочиса[англ.] / Sheriff of Cochise — Чарли (в 1 эпизоде)
- 1957 — Караван повозок[англ.] / Wagon Train — Марк Хэммонд (в 1 эпизоде)
- 1957 — Неугомонный ствол[англ.] / The Restless Gun — Датчер (в 1 эпизоде)
- 1957—1958 — Есть оружие — будут и путешествия[англ.] / Have Gun — Will Travel — разные роли (в 3 эпизодах)
- 1957, 1958 — Жизнь и житие Уайатта Эрпа[англ.] / The Life and Legend of Wyatt Earp — разные роли (в 2 эпизодах)
- 1957, 1959 — Дик Пауэлл представляет: Театр Зейна Грея[англ.] / Dick Powell’s Zane Grey Theatre — шериф (в 2 эпизодах)
- 1958 — Лесси / Lassie — Джордж Форсайт (в 1 эпизоде)
- 1958 — Перри Мейсон / Perry Mason — Стюарт Брент (в 1 эпизоде)
- 1958 — Истории техасских рейнджеров[англ.] / Tales of the Texas Rangers — Рэмрод Джонсон (в 1 эпизоде)
- 1959 — Ярость[англ.] / Fury — Хэнсон (в 1 эпизоде)
- 1959 — Северо-западный проход[англ.] / Northwest Passage — Фред Пейджет (в 1 эпизоде)
- 1959 — Техасец[англ.] / The Texan — Эд Мартин (в 1 эпизоде)